# 林子儀
林子儀（1954年1月12日—），臺灣著名憲法學者。國立臺灣大學法律學系學士、碩士，美國康乃爾大學法學碩士、博士，中央研究院法律學研究所兼任研究員及前特聘研究員兼所長、國立臺灣大學法律學院法律學系兼任教授，前中華民國司法院大法官，曾任澄社社長（1996-1997年）。

## 簡介
- 林子儀大法官自1978年起於國立臺灣大學法律學系任教，其教學及研究之主要領域為言論自由、新聞自由、隱私權、資訊科技與基因科技對於憲法基本權利之衝擊等。
- 近年來，專注於隱私權以及新興科技（如網路、基因資訊、生物科技）對於法律之影響之研究，並持續於國立臺灣大學法律學系開設課程。
- 林子儀大法官任期於2011年9月30日屆滿榮退。林子儀大法官於司法院釋字第567號解釋開始擔任大法官工作，至司法院釋字第690號解釋止。主筆解釋文及發表意見書無數，對臺灣的憲政發展以及人權保障有非常大之貢獻，並因此榮獲司法院頒發一等司法獎章。
- 林子儀教授自2012年1月17日起獲聘為中央研究院法律學研究所特聘研究員兼所長，至2019年1月31日退休。現為中央研究院法律學研究所兼任研究員。

## 經歷
- 國立臺灣大學法律學系助教（1978-1983）
- 國立臺灣大學法律學系講師（1983-1987）
- 國立臺灣大學法律學系副教授（1987-1993）
- 國立臺灣大學法律學系教授（1993-2003）
- 國立臺灣大學法律學系系主任（1997-1999）
- 國立臺灣大學法律學系兼任教授（2003-）
- 司法院大法官（2003-2011）
- 中央研究院法律學研究所特聘研究員兼所長（2012-2019）

## 主要著作
- 權力分立與憲政發展（1993）
- 言論自由與新聞自由（元照初版第一刷，1999）
- 憲法：權力分立（合著）（2003）
- 其餘另著有多篇學術論文